# Нагнітання
Нагнітання (рос. нагнетание; англ. squeeze,  delivery, injection; нім. Injektion f) – процес подавання у певний об'єкт, наприклад, у свердловину робочого аґента ( у свердловину - бурового або цементного розчину), рідини глушіння, промивної рідини, газу, витіснювальних рідин, розчинів і газів. 
Нагнітання - дія за значенням, натискаючи, переміщати і зосереджувати плинні речовини (повітря, рідину і т. ін.) в обмеженому просторі. 
Син. – запомповування, напомповування.
нагнітати-посилювати тиск рідини, або повітря (накачування)